# Шорец, Георгий Васильевич
Гео́ргий Васи́льевич Шорец (14 [27] февраля 1911, Верхнеудинск, Российская империя — 10 апреля 1988, Ленинград, СССР) — советский футболист, вратарь. Заслуженный мастер спорта (1948).

## Биография
В 1927 году в Ленинграде в клубе имени Моисеенко начал заниматься баскетболом, но затем перешёл в секцию футбола. До 1930 года выступал за команду фабрики имени Халтурина в третьей группе чемпионата Ленинграда. С 1931 года стал играть за команду Ленинградского металлического завода. В 1936—1938 годах играл в первенстве СССР за этот клуб, переименованный в «Сталинец». В весеннем первенстве провёл одну игру, но из-за тяжёлой болезни вернулся в ворота только на следующий год. В 1938 году Шорец получил тяжёлую травму.
В 1932 году дебютировал в составе сборной Ленинграда, в 1933 — сборной РСФСР, в 1935 году провёл 4 неофициальных встречи за сборную СССР против команды Турции.
Во время Великой Отечественной войны Шорец добровольцем вступил в истребительный батальон, был старшиной в составе пограничного полка войск НКВД. В 1942 году был вызван с Ораниенбаумского «пятачка», чтобы в составе «Динамо» принять участие в блокадных матчах. Потом командовал взводом автоматчиков. Из-за ранений и контузии не собирался возвращаться в футбол, но в 1945—1947 годах играл за ленинградское «Динамо».
По окончании спортивной карьеры служил в уголовном розыске Ленинграда и ушёл в отставку в звании подполковника.

## Награды
Награждён медалью «За оборону Ленинграда», орденом Красной Звезды.

## Достижения
- Чемпион РСФСР (1932, сборная Ленинграда)
- Второй призёр чемпионата СССР для сборных команд городов и республик (1935, сборная Ленинграда)
- Финалист Спартакиады ВЦСПС (1935, команда ЛМЗ)
- Лучший вратарь СССР (1935)[4]